# Matthias Balthasar Nicolovius
Matthias Balthasar Nicolovius (* 24. Oktober 1717 in Königsberg i. Pr.; † 4. Dezember 1778 ebenda) war ein deutscher Verwaltungsbeamter und ostpreußischer Hofrat und Obersekretär.

## Leben
Matthias Balthasar Nicolovius wurde in Königsberg in der Dienstwohnung seines Vaters, des Oberholzkämmerers und späteren Kriegsrats George Nicolovius, geboren und wurde evangelisch getauft. Seine Mutter war Anna Sophia geb. Dreßler, Tochter des litauischen Holzschreibers Matthias Dreßler, der das Gut Enzunen besaß, später Holzkämmerer wurde und in der preußischen Verwaltung zum Landeskommissar befördert wurde. Seine Mutter verstarb bereits am 17. Juni 1731, als er noch nicht das 14. Lebensjahr vollendet hatte, und sein Vater starb am 22. Oktober 1738, als er noch nicht 21 Jahre alt war. Nachdem er zunächst auf dem großväterlichen Gut Enzunen Privatunterricht erhalten hatte, kam er auf das Collegium Fridericianum. Er bezog am 16. Mai 1733 die Universität Königsberg, wo er Philosophie, Mathematik, Physik und Rechtswissenschaften studierte.
Nicolovius entschied sich für die  Juristen-Laufbahn  und wurde am 28. April 1739 zum Hofgerichtsadvokaten ernannt. Bevor er eine feste Anstellung antrat, reiste er noch  nach Berlin und Potsdam und arbeitete in der Generaldirektion der preußischen Regierung unter dem Geheimrat Warth. Nachdem er nach seiner Rückkehr als Hofgerichtsadvokat tätig gewesen war und auch im Auftrag der Verwaltung in juristischen Angelegenheiten eine Reihe von Dienstreisen absolviert hatte, wurde er am 19. August 1743 zum Hofrat ernannt, und 1748 erhielt er die Stelle des Obersekretärs des Etatsministeriums. Er bekleidete das Amt zur vollen Zufriedenheit seiner Vorgesetzten, die sein Gehalt im Jahr 1751 auf die beachtliche Summe von 800 Talern heraufsetzten.
Während des Siebenjährigen Kriegs übernahm er als preußischer Unterhändler wichtige diplomatische und Verwaltungsaufgaben nach der Besetzung Königsbergs am 22. Januar 1758 durch Truppen des Russischen Zarenreichs. Eine wichtige politische und administrative Rolle spielte er ebenso beim Vollzug der Wiedervereinigung Ostpreußens im Jahr 1772 mit den im Verein mit dem Preußischen Bund vor dem dreizehnjährigen Städtekrieg vom Deutschordensstaat Preußen abgefallenen Städten Westpreußens, bei der zunächst noch Danzig und die älteste Stadt Preußens, Thorn, fehlten.
Am 20. September 1763 heiratete er Elisabeth Eleonore Bartsch. Aus der Ehe mit ihr gingen fünf Kinder hervor, von denen das älteste und das jüngste Töchter waren.  Sein ältester Sohn war Georg Heinrich Ludwig Nicolovius (1767–1839). Am 18. Mai 1768 folgte das Zwillingspaar Theodor Balthasar Nicolovius (1768–1831) und Friedrich Nicolovius (1768–1836).
Er hatte am 17. September 1769 von einer Tante mütterlicherseits, einer Frau  Adami geb. Dreßler, die im Kirchspiel Schaaken gelegenen Rittergüter Sperlings und Sprittlauken geerbt. Auf diesen Gütern verbrachte er später mit seiner Familie  gerne seine Freizeit. Nach dem Tod seiner Frau am 5. Januar 1778 ließ er in der Kirche von Schaaken eine Familiengruft erbauen, in der sie später beigesetzt wurde und in der er, nachdem er im Dezember desselben Jahres ebenfalls verstorben war, auch selbst bestattet wurde.